# کویلیمیو، شیلی
کویلیمیو، شیلی (به اسپانیایی: Coelemu) یک سکونتگاه مسکونی در شیلی است که در استان نوبل واقع شده‌است.

## خصوصیات
کویلیمیو ۳۴۲٫۳ کیلومترمربع مساحت و ۱۵٬۷۱۱ نفر جمعیت دارد و ۳۳ متر بالاتر از سطح دریا واقع شده‌است.